# Superman (série de dessins animés)
Pour les articles homonymes, voir Superman (homonymie).
Superman (Superman) est un ensemble de 17 courts-métrages d'animation américains, d'une durée de 10 minutes chacun. Les neuf premiers, produits par Fleischer Studios, sont sortis entre 1941 et 1942, les huit suivants, produits par Famous Studios, à partir de 1943.

## Synopsis
Débarqué sur Terre quand il était enfant, Superman combat le crime tout en se dissimulant sous l'identité du journaliste Clark Kent.

## Distribution
- Bud Collyer  : Clark Kent / Superman
- Joan Alexander  : Loïs Lane
- Jackson Beck  : Perry White
- Julian Noa (VF : Jean-Claude Donda) : narrateur

Note : La VF, réalisée sur le tard, ne couvre pas l'entièreté des épisodes.[réf. nécessaire]

## Liste des courts-métrages
Fleischer Studios
1. Le Scientifique fou (The Mad Scientist), sorti le 26 septembre 1941 ;
2. Les Monstres mécaniques (The Mechanical Monsters), sorti le 28 novembre 1941 ;
3. L'Attaque du train postal (Billion Dollar Limited), sorti le 9 janvier 1942 ;
4. Le Monstre des glaces (The Arctic Giant), sorti le 27 février 1942 ;
5. Les Envahisseurs (The Bulleteers), sorti le 27 mars 1942 ;
6. Le Télescope magnétique (The Magnetic Telescope), sorti le 24 avril 1942 ;
7. Terreur sur Manhattan (Electric Earthquake), sorti le 15 mai 1942 ;
8. Le Réveil du volcan Monokoa (Volcano), sorti le 10 juillet 1942 ;
9. Terreur au cirque (Terror on the Midway), sorti le 30 août 1942.

Famous Studios
1. Les Saboteurs (Japoteurs), sorti le 18 septembre 1942 ;
2. Superman contre Superman (Showdown), sorti le 16 octobre 1942 ;
3. La Onzième Heure (Eleventh Hour), sorti le 20 novembre 1942 ;
4. La Torpille humaine (Destruction, Inc.), sorti le 25 décembre 1942 ;
5. Les momies se rebellent (Mummy Strikes), sorti le 19 février 1943 ;
6. Les Tambours de la jungle (Jungle Drums), sorti le 26 mars 1943 ;
7. Le Peuple souterrain (The Underground World), sorti le 18 juin 1943 ;
8. L'Agent secret (Secret Agent), sorti le 30 juillet 1943.

## Sorties vidéo
- DVD Édition spéciale 75e anniversaire : L'Intégrale des cartoons de Max Fleischer : Superman

## Influence
- Les créateurs des séries Batman, la série animée et Superman, l'Ange de Metropolis dans les années 90, ont été influencés par ces dessins animés[1],[2].
- Hayao Miyazaki s'est inspiré des robots de l'épisode Les Monstres mécaniques pour plusieurs robots apparaissant tout au long de son œuvre.
- Dans les flashbacks de la série Superman & Lois, Superman porte le costume emblématique de cette série comme premier costume à ses débuts. Il précise même à un jeune enfant que c'est sa mère qui lui a fabriqué.